# West-Duits voetbalkampioenschap 1904/05
In 1904/05 werd het derde voetbalkampioenschap gespeeld dat georganiseerd werd door de West-Duitse voetbalbond. Duisburger SpV werd kampioen en plaatste zich voor de eindronde om de Duitse landstitel. De club verloor in de kwartfinale van Karlsruher FV.

## Deelnemers aan de eindronde
| Club                     | Gekwalificeerd als       |
| ------------------------ | ------------------------ |
| Cölner FC 1899           | Kampioen van Keulen-Bonn |
| FC 1894 München-Gladbach | Kampioen van Nederrijn   |
| Duisburger SpV           | Kampioen van Rijn-Ruhr   |

## Finaleronde
| Plaats | Club                     | Wed. | W | G | V | Saldo | Ptn. |
| ------ | ------------------------ | ---- | - | - | - | ----- | ---- |
| 1.     | Cölner FC 1899           | 4    | 1 | 2 | 1 | 6:5   | 4:4  |
| 2.     | Duisburger SpV           | 4    | 1 | 2 | 1 | 8:8   | 4:4  |
| 3.     | FC 1894 München-Gladbach | 4    | 2 | 0 | 2 | 7:8   | 4:4  |

### Play-off
|               |                |       |                |          |
| 30 april 1905 | Duisburger SpV | 5 – 1 | Cölner FC 1899 | Duisburg |
| 30 april 1905 |                |       |                | Duisburg |

|            |                |       |                          |        |
| 7 mei 1905 | Duisburger SpV | 2 – 1 | FC 1894 München-Gladbach | Keulen |
| 7 mei 1905 |                |       |                          | Keulen |